# 2007-es U17-es labdarúgó-Európa-bajnokság
A 2007-es U17-es labdarúgó-Európa-bajnokságot Belgiumban rendezték 2007. május 2. és május 13. között. Az Európa-bajnokság 5 legjobb csapata (A csoportok első két helyezettje illetve az 5. helyezett) kijutott a 2007-es U17-es labdarúgó-világbajnokságra. A tornán az 1990. január 1. után született játékosok vehettek részt.

## Selejtezők
A selejtezőket két szakaszban rendezték meg:

## Részt vevő csapatok
- Belgium (házigazda)
- Anglia
- Franciaország
- Németország
- Izland
- Hollandia
- Spanyolország
- Ukrajna

## Csoportkör

### A csoport
| Csapat        | M | Gy | D | V | RG | KG | GK | Pont |
| ------------- | - | -- | - | - | -- | -- | -- | ---- |
| Spanyolország | 3 | 2  | 1 | 0 | 5  | 1  | +4 | 7    |
| Franciaország | 3 | 1  | 1 | 1 | 4  | 5  | -1 | 4    |
| Németország   | 3 | 1  | 1 | 1 | 3  | 2  | +1 | 4    |
| Ukrajna       | 3 | 0  | 1 | 2 | 3  | 7  | −4 | 1    |

| 2007. május 2. 14:00 | Franciaország | 0 – 2               | Spanyolország         | Stade de Bielmont, Verviers Játékvezető: Dejan Filipović (Szerbia) |
| 2007. május 2. 14:00 |               | (0 – 1) Jegyzőkönyv | Falqué 19' Mérida 73' | Stade de Bielmont, Verviers Játékvezető: Dejan Filipović (Szerbia) |

| 2007. május 2. 16:00 | Németország                      | 2 – 0               | Ukrajna | Kehrweg Stadion, Eupen Játékvezető: George Vadachkoria (Grúzia) |
| 2007. május 2. 16:00 | Bigalke 25' (11-esből) Kroos 77' | (1 – 0) Jegyzőkönyv |         | Kehrweg Stadion, Eupen Játékvezető: George Vadachkoria (Grúzia) |

| 2007. május 4. 16:00 | Spanyolország                     | 3 – 1               | Ukrajna       | Stade de la Cité de l'Oie, Visé Játékvezető: Jan Jilek (Csehország) |
| 2007. május 4. 16:00 | Camacho 31' Falqué 62' Aquino 69' | (1 – 0) Jegyzőkönyv | Sevcsuk 80+1' | Stade de la Cité de l'Oie, Visé Játékvezető: Jan Jilek (Csehország) |

| 2007. május 4. 18:30 | Franciaország     | 2 – 1               | Németország | Kehrweg Stadion, Eupen Játékvezető: Bülent Yıldırım (Törökország) |
| 2007. május 4. 18:30 | Le Tallec 58' 71' | (0 – 1) Jegyzőkönyv | Kroos 24'   | Kehrweg Stadion, Eupen Játékvezető: Bülent Yıldırım (Törökország) |

| 2007. május 7. 15:30 | Ukrajna                 | 2 – 2               | Franciaország            | Stade de Bielmont, Verviers Játékvezető: Alan Black (Észak-Írország) |
| 2007. május 7. 15:30 | Karnoza 51' Korisko 77' | (0 – 1) Jegyzőkönyv | M'Vila 10' Bourgeois 44' | Stade de Bielmont, Verviers Játékvezető: Alan Black (Észak-Írország) |

| 2007. május 7. 15:30 | Spanyolország | 0 – 0 | Németország | Kehrweg Stadion, Eupen Játékvezető: Andrea De Marco (Olaszország) |
| 2007. május 7. 15:30 | Jegyzőkönyv   |       |             | Kehrweg Stadion, Eupen Játékvezető: Andrea De Marco (Olaszország) |

### B csoport
| Csapat    | M | Gy | D | V | RG | KG | GK | Pont |
| --------- | - | -- | - | - | -- | -- | -- | ---- |
| Anglia    | 3 | 2  | 1 | 0 | 7  | 3  | +4 | 7    |
| Belgium   | 3 | 1  | 2 | 0 | 8  | 4  | +4 | 5    |
| Hollandia | 3 | 1  | 1 | 1 | 7  | 6  | +1 | 4    |
| Izland    | 3 | 0  | 0 | 3 | 1  | 10 | −9 | 0    |

| 2007. május 2. 16:00 | Izland | 0 – 2               | Anglia             | Orphale Crucke Stadium, Ronse Játékvezető: Jan Jilek (Csehország) |
| 2007. május 2. 16:00 |        | (0 – 2) Jegyzőkönyv | Pearce 4' Rose 24' | Orphale Crucke Stadium, Ronse Játékvezető: Jan Jilek (Csehország) |

| 2007. május 2. 18:00 | Hollandia                  | 2 – 2               | Belgium                          | Stade Leburton, Tubize Játékvezető: Andrea De Marco (Olaszország) |
| 2007. május 2. 18:00 | Barazite 44' Wijnaldum 77' | (0 – 1) Jegyzőkönyv | de Pauw 3' Hazard 57' (11-esből) | Stade Leburton, Tubize Játékvezető: Andrea De Marco (Olaszország) |

| 2007. május 4. 16:00 | Belgium     | 1 – 1               | Anglia     | Stade Luc Varenne, Tournai Játékvezető: Dejan Filipović (Szerbia) |
| 2007. május 4. 16:00 | Ringoot 42' | (0 – 1) Jegyzőkönyv | Murphy 27' | Stade Luc Varenne, Tournai Játékvezető: Dejan Filipović (Szerbia) |

| 2007. május 4. 20:15 | Hollandia               | 3 – 0               | Izland | Orphale Crucke Stadium, Ronse Játékvezető: Alan Black (Észak-Írország) |
| 2007. május 4. 20:15 | Blind 23' 52' Matic 79' | (1 – 0) Jegyzőkönyv |        | Orphale Crucke Stadium, Ronse Játékvezető: Alan Black (Észak-Írország) |

| 2007. május 7. 17:30 | Anglia                                  | 4 – 2               | Hollandia              | Stade Leburton, Tubize Játékvezető: Bülent Yıldırım (Törökország) |
| 2007. május 7. 17:30 | Lansbury 9' Moses 15' 54' Plummer 80+2' | (2 – 1) Jegyzőkönyv | Narsingh 31' Pedro 44' | Stade Leburton, Tubize Játékvezető: Bülent Yıldırım (Törökország) |

| 2007. május 7. 17:30 | Belgium                                                    | 5 – 1               | Izland          | Stade Luc Varenne, Tournai Játékvezető: George Vadachkoria (Grúzia) |
| 2007. május 7. 17:30 | Kis 15' 68' (11-esből) de Pauw 48' Benteke 55' Ringoot 58' | (1 – 1) Jegyzőkönyv | Sigthórsson 19' | Stade Luc Varenne, Tournai Játékvezető: George Vadachkoria (Grúzia) |

## Egyenes kieséses szakasz

### Az 5. helyért (Pótselejtező a 2007-es U17-es labdarúgó-világbajnokságra)
| 2007. május 10. 18:00 | Németország                   | 3 – 2               | Hollandia               | Stade de la Cité de l'Oie, Visé Játékvezető: Andrea De Marco (Olaszország) |
| 2007. május 10. 18:00 | Kroos 14' Sukuta-Pasu 61' 76' | (1 – 2) Jegyzőkönyv | van Anolt 31' Matic 38' | Stade de la Cité de l'Oie, Visé Játékvezető: Andrea De Marco (Olaszország) |

### Elődöntők
| 2007. május 10. 17:30 | Spanyolország | 1 – 1 (hu)          | Belgium             | Stade Luc Varenne, Tournai Játékvezető: Jan Jilek (Csehország) |
| 2007. május 10. 17:30 | Bojan 72'     | (0 – 0) Jegyzőkönyv | Rochela 63' (öngól) | Stade Luc Varenne, Tournai Játékvezető: Jan Jilek (Csehország) |

|                                                          |     | 11-esekkel                                                 |  |
| Victoria Mérida Bojan Rochela Aquino Porcar Ximo Camacho | 7—6 | De Pauw Spruyt Zevne Hazard Aquino Phiri Gurden Daeseleire |  |

| 2007. május 10. 20:15 | Anglia    | 1 – 0               | Franciaország | Stade Leburton, Tubize Játékvezető: Bülent Yıldırım (Törökország) |
| 2007. május 10. 20:15 | Moses 11' | (1 – 0) Jegyzőkönyv |               | Stade Leburton, Tubize Játékvezető: Bülent Yıldırım (Törökország) |

### Döntő
| 2007. május 13. 17:45 | Spanyolország | 1 – 0               | Anglia | Stade Luc Varenne, Tournai Játékvezető: Dejan Filipović (Szerbia) |
| 2007. május 13. 17:45 | Bojan 48'     | (0 – 0) Jegyzőkönyv |        | Stade Luc Varenne, Tournai Játékvezető: Dejan Filipović (Szerbia) |

| A 2007-es U17-es labdarúgó-Európa-bajnokság győztese |
| ---------------------------------------------------- |
| SPANYOLORSZÁG 7. cím                                 |

## Külső hivatkozások
uefa.com